# 竹下和輝
竹下 和輝（たけした かずき、1995年9月17日 - ）は、埼玉県東松山市出身の陸上競技選手。専門は長距離種目。東京農業大学第三高校、東洋大学卒業。自衛隊体育学校所属。身長161cm、体重49kg。

## 経歴・人物
- 2010年の全国中学駅伝で1区区間3位、同年のジュニアオリンピック3000m4位の実績がある。
- 大学1年時の第26回出雲駅伝では1年生ながら最長区間の6区にエントリー。しかし台風により大会中止となった。
- 大学2年時に5000m13分台を記録した。
- 大学3年時の第48回全日本大学駅伝6区で大学駅伝デビューも、区間10位と振るわなかった。
- 第93回箱根駅伝では8区に出場し区間4位。2位の早稲田大学との差を徐々に縮める走りで、9区の野村峻哉が2位に押し上げ、3年生コンビで順位を上げた。
- 2017年の神奈川ハーフマラソンでは自身初優勝を飾る。
- 4年時は三大駅伝全てでエントリーメンバーから外れた。
- 大学卒業後は自衛隊体育学校に入校。マラソンを中心に競技を続けている。
- 趣味はウィンドーショッピングで好きなタレントはローラ。

## 戦績・記録

### 主な戦績
- 2010年 第37回全日本中学陸上 1500m決勝12位 4分16秒16
- 2010年 第18回全国中学校駅伝大会 1区(3.0km) 区間3位 9分13秒
- 2011年 第16回都道府県対抗駅伝 2区(3.0km) 区間7位 8分49秒
- 2013年 第18回都道府県対抗駅伝 5区(8.5km) 区間11位 25分23秒
- 2014年 第19回都道府県対抗駅伝 5区(8.5km) 区間5位 24分51秒
- 2016年 第48回全日本大学駅伝 6区(12.3km) 区間10位 36分50秒
- 2017年 第93回箱根駅伝 8区(21.4km) 区間4位 1時間06分49秒
- 2018年 第59回東日本実業団駅伝 2区(15.3km) 区間19位 47分28秒
- 2019年 第60回東日本実業団駅伝 3区(16.5km) 区間17位 49分18秒
- 2020年 第61回東日本実業団駅伝 1区(13.4km) 区間16位 39分27秒